# 아마미 공항

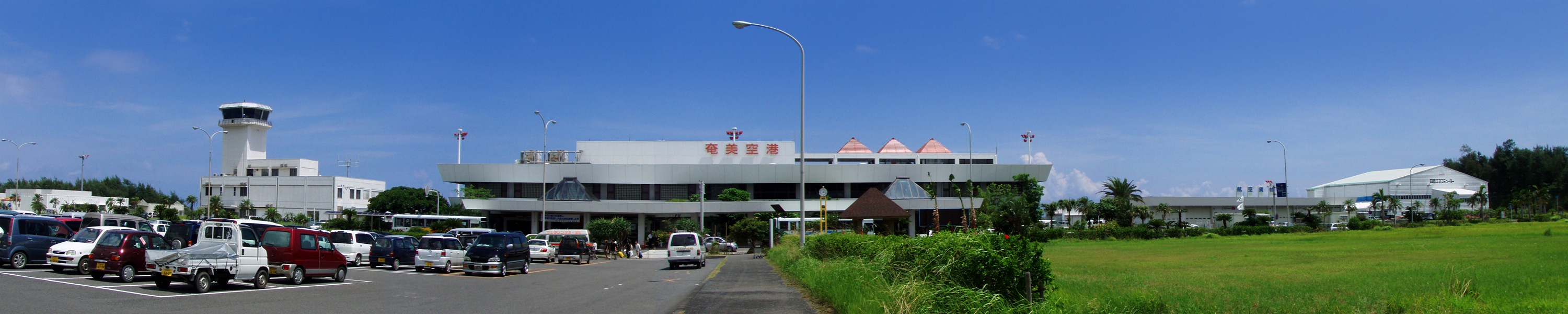

아마미 공항(일본어: 奄美空港, Amami Airport, IATA: ASJ, ICAO: RJKA)은 일본 가고시마현 아마미오시마의 도시 아마미시에서 동-북동쪽으로 약 22km 지점에 위치한 국내선 전용 공항이다.

## 역사
이 공항은 1961년 6월 1일 아마미오시마공항(奄美大島空港)이라는 이름으로 1240m의 활주로와 함께 개항했고 활주로는 현 위치에서 남서쪽으로 약 2km 거리에 있으며 제트기를 수용하는 2000m의 활주로를 갖춘 신공항은 1988년 7월 10일 개항했다.

## 운항 노선
| 항공사           | 목적지                                                           |
| ---------------- | ---------------------------------------------------------------- |
| J-에어           | 후쿠오카, 가고시마                                               |
| 일본 에어 커뮤터 | 가고시마, 기카이, 오키나와(나하), 오키노에라부, 도쿠노시마, 요론 |
| 일본 항공        | 오사카(이타미), 도쿄(하네다)                                     |
| 피치 항공        | 오사카(간사이), 도쿄(나리타)                                     |
| 스카이마크       | 가고시마                                                         |